# Печений Віл
Пе́чений Віл — ботанічна пам'ятка природи місцевого значення в Україні. Розташована в межах Дубенському районі Рівненської області, неподалік від села Кораблище. 
Площа 12,7 га. Статус надано згідно з рішенням обласної ради від 28.02.1995 року № 33. Перебуває у віданні Кораблищенської сільської ради. 
Статус надано з метою збереження природного комплексу як місця зростання рідкісного виду — горицвіту весняного, занесеного до Червоної книги України.